# Alain Vigner
 (juillet 2014).
Si vous disposez d'ouvrages ou d'articles de référence ou si vous connaissez des sites web de qualité traitant du thème abordé ici, merci de compléter l'article en donnant les références utiles à sa vérifiabilité et en les liant à la section « Notes et références ».
Alain Vigner, né le 17 janvier 1920 à Gien (Loiret) et mort le 6 décembre 2013 à Orléans, est un écrivain et agriculteur français.

## Biographie
Pendant la Seconde Guerre mondiale, Alain Vigner a été mobilisé dans la région d'Angoulême, puis en A.O.F. à Dakar. Il s'est ensuite installé comme agriculteur en Sologne. Durant plusieurs années, il a publié dans Le Journal de Gien une chronique hebdomadaire signée "Le Badaud". C'est de sa vie d'agriculteur qu'il tire l'essentiel du récit de son roman L'Arcandier, mot qui désigne quelqu'un qui persiste dans la malchance.

## Œuvres
- L'Arcandier, Paris, éditions Le Cherche midi, 1992  (ISBN 9782862742427)[1]
- Médard, paysan solognot, Paris, éditions Bernard Royer, 1998  (ISBN 9782908670516)